# Секо (Арјеж)
Секо (фр. Cescau) насеље је и општина у јужној Француској у региону Миди Пирене, у департману Арјеж која припада префектури Сен Жирон.
По подацима из 2011. године у општини је живело 141 становника, а густина насељености је износила 26,5 становника/km². Општина се простире на површини од 5,32 km². Налази се на средњој надморској висини од 565 метара (максималној 1.107 m, а минималној 480 m).

## Демографија
| 1962. | 1968. | 1975. | 1982. | 1990. | 1999. | 2011. |
| ----- | ----- | ----- | ----- | ----- | ----- | ----- |
| 109   | 117   | 100   | 106   | 90    | 105   | 141   |

График промене броја становника у току последњих година